# Christina Heinich
Pour les articles homonymes, voir Heinich.
Christina Schiffner (née Heinich le 8 juillet 1949 à Leipzig) est une athlète allemande de l'ex-Allemagne de l'Est spécialiste du 200 mètres et du 4 × 100 m.

## Carrière

### Palmarès
| Date | Compétition           | Lieu     | Résultat | Épreuve    | Performance |
| ---- | --------------------- | -------- | -------- | ---------- | ----------- |
| 1971 | Championnats d'Europe | Helsinki | 8e       | 200 mètres | 23 s 7      |
| 1972 | Jeux olympiques d'été | Munich   | 2e       | 4 × 100 m  | 42 s 95     |
| 1974 | Championnats d'Europe | Rome     | 8e       | 100 mètres | 11 s 63     |
| 1974 | Championnats d'Europe | Rome     | 1re      | 4 × 100 m  | 42 s 51     |

### Records
| Épreuve    | Performance | Lieu | Date |
| ---------- | ----------- | ---- | ---- |
| 100 mètres | 11 s 2      |      | 1974 |
| 200 mètres | 22 s 89     |      | 1972 |